# ザクセン＝ゴータ＝アルテンブルク

ザクセン＝ゴータ＝アルテンブルク公国
Herzogtum Sachsen-Gotha-Altenburg

ザクセン＝ゴータ＝アルテンブルク（ドイツ語: Sachsen-Gotha-Altenburg）は1680年から1826年まで存在した、ヴェッティン家エルネスティン系が統治した公国。領土は現ドイツのテューリンゲン州にあたる。1825年に家系が断絶したことでテューリンゲン諸邦が再編された。

## 歴史

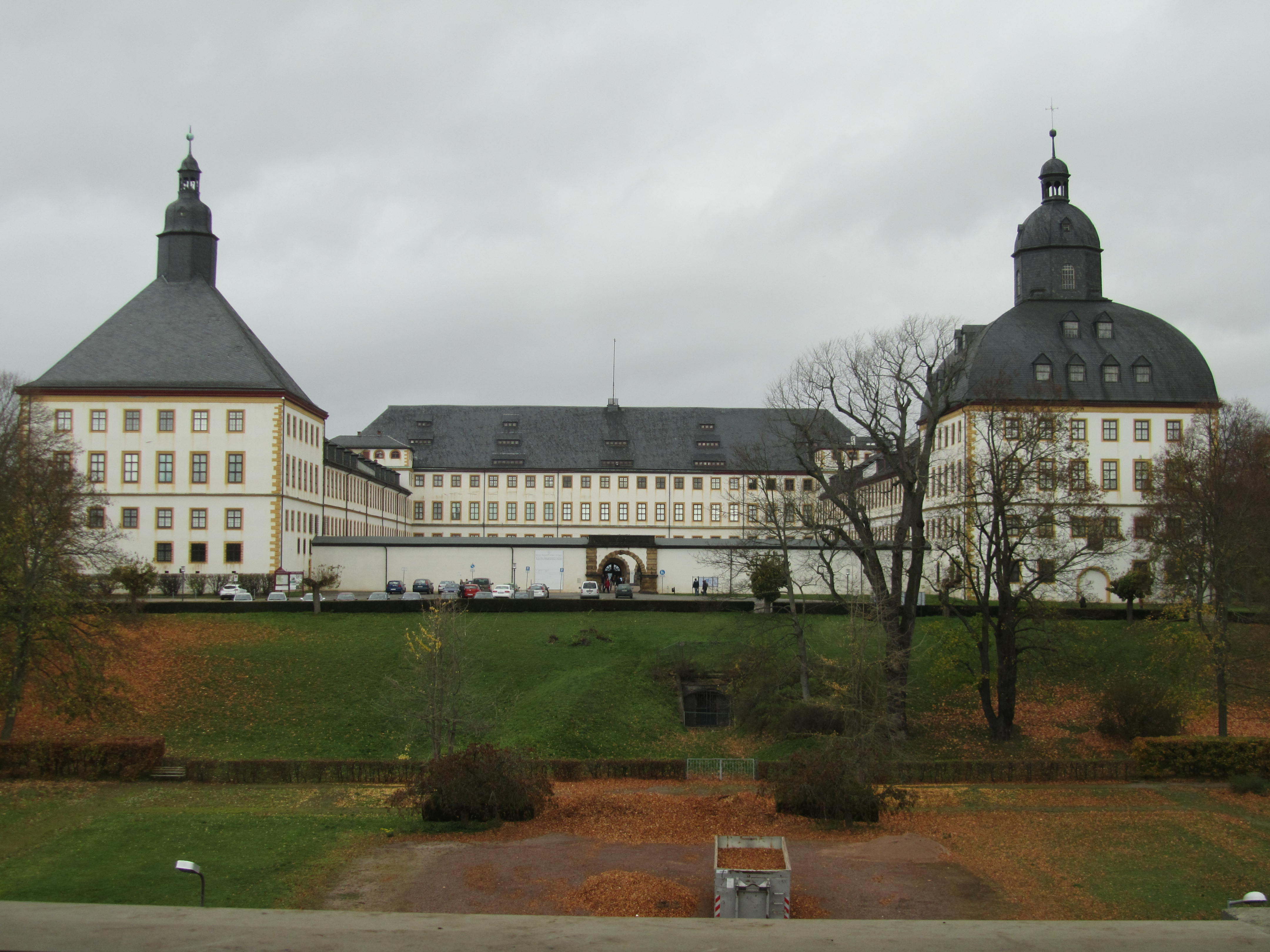
ゴータのフリーデンシュタイン城

1640年、ザクセン＝ヴァイマル公ヨハン2世の息子たちはヨハン2世の遺領を分割し、そのうちの1人であったエルンスト1世はザクセン＝ゴータ公国を相続した。エルンスト1世は1636年に同族のザクセン＝アルテンブルク公ヨハン・フィリップの娘エリーザベト・ゾフィアと結婚しており、ヨハン・フィリップが1639年に死去するとザクセン＝アルテンブルク公国は叔父のフリードリヒ・ヴィルヘルム2世、続いてその末子フリードリヒ・ヴィルヘルム3世が相続した。
ザクセン＝ゴータ＝アルテンブルク公国は名目的には1672年、フリードリヒ・ヴィルヘルム3世が14歳で夭折したときに成立した。エルンスト1世はエリーザベト・ゾフィアと結婚していたおかげでザクセン＝アルテンブルクを相続できた。この時代のエルネスティン家諸公国は併合と分割を繰り返しており、エルンスト1世が1675年に死亡するときも例に漏れず、その遺領は7人の息子の間で分割された。そのうち、長子のフリードリヒ1世はゴータとアルテンブルクを中心とする地域を相続した。
フリードリヒ1世は1672年以降、ザクセン＝アルテンブルクの摂政を務めており、その2年後には国政の責任を背負っていた。彼はゴータのフリーデンシュタイン城に住み続けたが、フリードリヒスヴェルスのバロック式宮殿を建造した。彼はまた、家領のさらなる分割を防ぐために1685年に長子相続制を導入した。彼の子フリードリヒ2世はザクセン＝コーブルク公アルブレヒト5世が1699年に、ザクセン＝アイゼンベルク公クリスティアンが1707年に、それぞれ後継者のないまま死去したとき、自領を拡大した。
1732年に公位を継いだフリードリヒ3世の治世において、公国は繁栄した。彼はゴータにある王宮と庭園を豪華なバロック式建築に再建し、ノイディーテンドルフのモラヴィア教会の宗教難民を助けた。またフリードリヒ3世の妹アウグスタはイギリスのフレデリック・ルイス王太子と結婚し、2人の息子ゲオルクは1760年にジョージ3世としてイギリス王に即位した。フリードリヒ3世は宮廷を啓蒙思想の中心にし、その志は1772年に公位を継いだ息子エルンスト2世が引き継いだ。エルンスト2世はヨハン・ヴォルフガング・フォン・ゲーテの推薦でヨハン・ハインリヒ・ヴィルヘルム・ティシュバインの作品を奨励、またフランツ・フォン・ツァハを1787年に設立されたゴータ天文台の所長に任命した。
ナポレオン・ボナパルトの崇拝者だったアウグストとその弟フリードリヒ4世が1820年代に相次いで死去するとザクセン＝ゴータ＝アルテンブルク公家は断絶、遺領の相続をめぐってエルネスティン家の諸公の間で争いが生じた。ザクセン王フリードリヒ・アウグスト1世の調停でザクセン＝ゴータ＝アルテンブルクは1826年に分割された。その結果、ザクセン＝コーブルク＝ザールフェルトはザクセン＝ゴータを得る代わりにザクセン＝ザールフェルトをザクセン＝マイニンゲンに譲り、ザクセン＝コーブルク＝ゴータが成立した。またザクセン＝ヒルトブルクハウゼン公はザクセン＝アルテンブルクを相続する代わりにザクセン＝ヒルトブルクハウゼンをザクセン＝マイニンゲンに譲った。
ドイツ革命で君主制が廃止されると、これらの公国は全て1920年に成立したテューリンゲン州の一部となった。

## ザクセン＝ゴータ＝アルテンブルク公の一覧
- エルンスト1世（1601年 - 1675年）
- フリードリヒ1世（1646年 - 1691年）
- フリードリヒ2世（1676年 - 1732年）
- フリードリヒ3世（1699年 - 1772年）
- エルンスト2世（1745年 - 1804年）
- アウグスト（1772年 - 1822年）
- フリードリヒ4世（1774年 - 1825年）